# Farmington (Carolina del Norte)
Farmington es un lugar designado por el censo ubicado en el condado de Davie en el estado estadounidense de Carolina del Norte. En el Censo de 2020 tenía una población de 291 habitantes y una densidad poblacional de 67,83 habitantes por km². Fue incluido como CDP en el censo de 2020.

## Geografía
Farmington se encuentra ubicado en las coordenadas 36°00′46″N 80°31′58″O / 36.01278, -80.53278. Según la Oficina del Censo de los Estados Unidos,  tiene una superficie total de 4,29 km², de la cual 4,21 km² corresponden a tierra firme y 0,08 km² a agua.